# Maerua nervosa
Maerua nervosa är en kaprisväxtart som först beskrevs av Ferdinand von Hochstetter, och fick sitt nu gällande namn av Daniel Oliver. Maerua nervosa ingår i släktet Maerua och familjen kaprisväxter. Inga underarter finns listade i Catalogue of Life.